# Tanaecia cibaritis
Tanaecia cibaritis är en fjärilsart som beskrevs av William Chapman Hewitson 1874. Tanaecia cibaritis ingår i släktet Tanaecia och familjen praktfjärilar. Inga underarter finns listade i Catalogue of Life.

## Bildgalleri

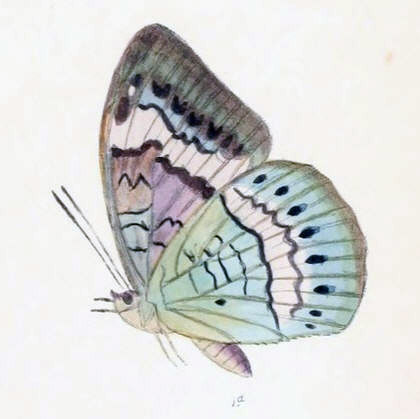
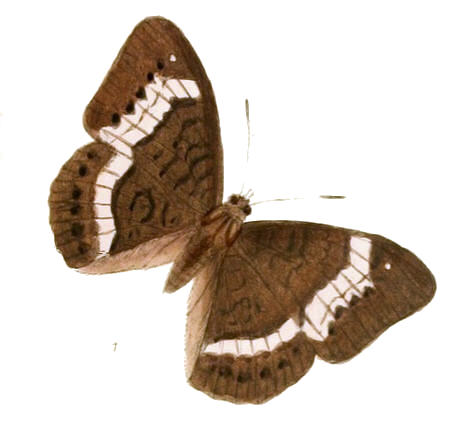